# Oreodera cinerea
Oreodera cinerea är en skalbaggsart som beskrevs av Audinet-serville 1835. Oreodera cinerea ingår i släktet Oreodera och familjen långhorningar.
Artens utbredningsområde är Venezuela. Inga underarter finns listade i Catalogue of Life.